# 大分中央警察署
大分中央警察署（おおいたちゅうおうけいさつしょ）は、大分県警察が管轄する警察署の一つ。
県警筆頭の大規模警察署であり、署長は警視正である。

## 概要
大分市の中心部を管轄する。かつては大分警察署という名称であったが、1983年に大分中央警察署に名称を変更した。

## 沿革
- 1964年（昭和39年） - 現所在地に旧庁舎（鉄筋3階建て、延べ床面積約2,972m2）が建つ。
- 1983年（昭和58年）4月1日 - 管轄区域の一部を新設の大分南警察署に移管し、大分県大分中央警察署に改称[1]。
- 1996年（平成8年）12月 - 施設の老朽化や職員の増員に伴い庁舎を改築し、現庁舎（地上9階、地下1階建て、延べ床面積約1万2,033m2）が竣工。

## 不祥事・事故
- 2018年（平成30年）
  - 12月 - 大分県大分市荏隈4丁目交差点付近の県道で、大分中央警察署のパトカーがパトロール中に、30代男性が運転する原付バイクと衝突する事故を起こした。この事故で 原付バイクの男性が頸髄を損傷し、右半身の手足に重度の後遺症が残る重傷を負った。
男性は2021年3月、大分県に対して1億7,000万円あまりの損害賠償を求める裁判を大分地方裁判所に起こし、2023年5月に裁判所から和解案が示された。これを受け、大分県は男性側に対し6,600万円あまりの和解金を支払うことを決めた。
なお、大分県警察本部は この事故が発生した当時、県民や報道各社に対し 事故発生の事実を隠し 一切公表していなかった。[2] [3] [4] [5]
- 2023年（令和5年）
  - 5月23日 - 大分県大分市府内町 国道197号昭和通り交差点で、大分駅方向に緊急走行中だった大分中央警察署 地域課の巡査が運転するパトカーが赤信号の交差点に進入したところ、青信号で西大分方向に走行中だった軽自動車と出会い頭に衝突した。軽自動車を運転していた50代女性と、パトカーを運転していた巡査らに怪我はなかった[6]。

## 組織
総務官、刑事官、地域交通官の下に10課を置く。
- 総務課（総務係、犯罪被害者支援係、警察安全相談係）
- 会計課（会計係）
- 留置管理課（留置管理係）
- 生活安全課（生活安全係、人身安全対策係、保安営業係、事件係、少年係）
- 刑事第一課（強行犯係、盗犯係、鑑識係、記録係）
- 刑事第二課（知能犯係、組織犯罪対策係、告訴告発係）
- 地域課（地域総務係、地域指導係、地域係、自動車警ら班）
- 交通第一課（交通安全教育係、指導取締係、暴走族対策係、規制係、免許係、記録係）
- 交通第二課（事故捜査係）
- 警備課（警備係）

## 交番
- 中央交番 - 大分市高砂町2-1F
  - 管轄区域 - 都町1-4丁目、中央町1-4丁目、新町の一部、寿町、高砂町、住吉町1-2丁目、千代町1-4丁目、府内町2-3丁目、碩田町1-3丁目、泉町、中島中央1-3丁目、中島東1-3丁目、中島西1-3丁目、荷揚町、城崎町1-3丁目、豊町1-2丁目、豊海1-5丁目、弁天1-4丁目、新川町1-2丁目及び大字勢家[7]
- 大分駅前交番 - 大分市金池町1丁目1-1
  - 管轄区域 - 要町、金池町1-5丁目、金池南1-2丁目、顕徳町1-3丁目、元町、上野町、上野丘1-2丁目、上野丘東、上野丘西、桜ケ丘、大道町1-5丁目、東大道1-3丁目、末広町1-2丁目、府内町1丁目、六坊北町、六坊南町、田室町、舞鶴町1-3丁目、大手町1-3丁目、長浜町1-3丁目、錦町1-3丁目、西大道1-4丁目、大字上野、大字三芳の一部及び大字大分
- 西大分交番 - 大分市王子西町154
  - 管轄区域 - 浜の市1-2丁目、生石1-5丁目、生石港町1-2丁目、王子町、王子北町、王子港町、王子中町、王子西町、王子南町、王子新町、王子山の手町、勢家町1-4丁目、青葉台1-4丁目、にじが丘1-3丁目、高尾台1-2丁目、高崎1-4丁目、新町の一部、東春日町、西春日町、中春日町、南春日町、新春日町1-2丁目、大字生石、大字高崎、大字神崎、大字八幡、大字金谷迫、大字三芳の一部、大字駄原の一部及び季の坂1-3丁目
- 津留交番 - 大分市大州浜2丁目1
  - 管轄区域 - 岩田町1-4丁目、今津留1-3丁目、南津留、花津留1-2丁目、東津留1-2丁目、中津留1-2丁目、古ケ鶴1-2丁目、大津町1-3丁目、西新地1-2丁目、東浜1-2丁目、西浜、大州浜1-2丁目、青葉町、西の洲、大字今津留、大字津留及び大字下郡の一部
- 南大分交番 - 大分市大字羽屋202
  - 管轄区域 - 賀来北1丁目の一部、はなの森、大字永興、大字荏隈、大字奥田、大字畑中、大字羽屋、大字豊饒、大字古国府、大字賀来の一部及び大字三芳の一部
- 明野交番 - 大分市明野南1丁目3-1
  - 管轄区域 - 明野東1-5丁目、明野北1-5丁目、明野南1-3丁目、明野西1-2丁目、明野高尾1-4丁目、法勝台1丁目、大字西明野、大字東明野、大字千歳の一部、大字小池原の一部及び大字横尾の一部
- 高城交番 - 大分市高松1丁目3-2
  - 管轄区域 - 山津町1-2丁目、寺崎町1-2丁目、三川上1-4丁目、三川下1-3丁目、三川新町1-2丁目、高松1-2丁目、高松東1-3丁目、花高松1-3丁目、高城南町、高城西町、高城本町、高城新町、向原東1-2丁目、向原西1-2丁目、向原沖1-3丁目、原川1-3丁目、原新町、日岡1-3丁目、日吉町、松原町1-3丁目、仲西町1-2丁目、城東町、萩原1-4丁目、萩原緑町、新貝、新栄町、牧1-3丁目、牧上町、牧緑町、乙津港町1丁目の一部、大字牧、大字萩原、大字原、大字西ノ洲、大字新貝及び大字千歳の一部
- 滝尾交番 - 大分市下郡中央3丁目1-1
  - 管轄区域 - 下郡北1-3丁目、下郡東1-2丁目、下郡中央1-3丁目、下郡南1-5丁目、藤の台、かたしま台1-3丁目、希望が丘1-2丁目、大字津守、大字片島、大字下郡の一部、大字羽田、大字曲の一部及び大字宮崎の一部

## アクセス
- JR九州日豊本線 大分駅北口から徒歩約14分
- 大分交通 大分中央警察署前にて下車